# Alosterna scapularis
Alosterna scapularis es una especie de escarabajo longicornio del género Alosterna, tribu Lepturini, subfamilia Lepturinae. Fue descrita científicamente por Heyden en 1879.
La especie se mantiene activa durante el mes de mayo.

## Descripción
Mide 5,5-9,5 milímetros de longitud.

## Distribución
Se distribuye por Azerbaiyán, Irán, Turkmenistán y Turquía.